# Trischalis iridescens
Trischalis iridescens là một loài bướm đêm thuộc phân họ Arctiinae, họ Erebidae.